# Alexis Borison Abaza
Alexis Borison Abaza (auch: Aleksei Borissowitsch Abasa; * 1916 in China; † 1994 in San Francisco, Vereinigte Staaten) war ein Komponist, Pianist und Musikpädagoge.

## Leben

### 1916 bis 1972 Zeit in Asien
Aleksei Borissowitsch Abasa wurde in China als Kind einer russischen, adligen Familie, die nach China emigriert war, geboren und wuchs dort auf. Die Eltern ließen ihm eine gute Erziehung und Ausbildung zukommen und schickten ihn auf eine Schule in Harbin. 1933 entschloss er sich, Musik zu studieren und ging hierzu zum Klavier- und Musiktheoriestudium nach Japan. Dort besuchte er Meisterklassen, zunächst bei Leo Sirota (1885–1965), der in Wien bei Ferruccio Busoni studiert hatte, danach bei Leonid Kreutzer. Seine Solokarriere als Pianist startete er 1935 im Alter von neunzehn Jahren mit einem Konzert in Tsientsin.
Mit 22 Jahren wurde er in Tokio Klavierbegleiter des Geigers Alexander Mogilewski (1885–1953). Abasa begleitete Mogilewski bei seinen Konzerten in Japan und von 1938 bis 1944 bei Plattenaufnahmen für Columbia Records in Tokio. 1944 gewann er den vierten nordchinesischen Kompositionswettbewerb mit der sinfonischen Dichtung Dämmerung. Von da an widmete sich Abasa mehr dem Komponieren. Er bemühte sich um eine chinesische Nationalmusik. Der Einflusses seines von ihm verehrten Freundes Alexander Tscherepnin wurde offensichtlich. 1954 wurden seine Werke Chinesischer Tanz mit Trommeln für Klavier und Erinnerungen an China für Violine beim ersten chinesischen Komponistenkongress sehr gelobt.

### 1973 bis 1994 Zeit in Europa und den Vereinigten Staaten
1973 reiste er in die Niederlande und begann dort eine Zusammenarbeit mit dem Musikverleger A.J. Heuwekemeijer. Das machte seine Werke in Ost und West bekannt. Gemeinsam publizierten sie vor allem Klavierwerke wie Chinese engravings, eine Sammlung von sechs Klaviersätzen, Sonette, Präludium und Fuge op. 55 und das Kinderalbum Ringelrei. 1977 ging er in die Vereinigten Staaten. In den Vereinigten Staaten amerikanisierte er seinen russischen Namen in Alexis Borison Abaza. In San Francisco eröffnete er eine eigene private Musikschule, in der er selbst unterrichtete. Er komponierte hier auch weitere Klavierwerke wie Toccata und Fuge op. 43, Idyll und Fuge op. 52, das Kinderalbum Ponyreiten, Lyrische Variationen op.73 und die Sonata quasi Fantasia op. 75. Er veröffentlichte Biografien seiner Lehrer, der Pianisten Leonid Kreutzer und Leo Sirota. 1982 und 1983 wurde er in die Volksrepublik China eingeladen, um Klavier- und Kompositionsmeisterkurse am Konservatorium von Shenyang abzuhalten. Er hielt auch eine Vorlesung mit dem Titel The Aesthetic Problems of Contemporary Music. 1984 gründeten prominente Musiker aus achtzehn Ländern The International Committee to Proffer the Pianofortemusic of Alexis Abaza.[Internationales Komitee, um die Klaviermusik Alexis Abazas vorzubringen]. Das Ziel des Komitees war es einen internationalen Wettbewerb zu fördern, um die besten Aufführungen der Klavierwerke Abazas zu ermitteln. Shura Cherkassky leitete das Komitee. Abaza war Mitglied der Pacific Musical Society of San Francisco [Pazifische musikalische Gesellschaft San Franciscos]. 1994 starb er in San Francisco.

## Werke (Auswahl)

### Musik

#### Oratorium
- An Address at Gettysburg by Abraham Lincoln, Optimistic Requiem, Oratorium für Bariton, Chor und Orchester[4]

#### Klavierwerke
- Sechzehn kleine Klavierstücke, die auf chinesischen Volksmelodien basieren op. 22, publiziert am 26. Juli 1982[4]
- Doraji, koreanisches Volkslied, Improvisation für Pianoforte solo op. 26, publiziert am 15. Januar 1979[4]
- Toccata und Fuge nach einem Thema von Josquin Desprez op. 43, publiziert in Schagen bei Heuwekemeijer, publiziert am 28. Mai 1985[5]
- Idyll und Fuge. Daybreak awakening in nightingale grove op. 52, publiziert am 2. Februar 1982[4]
- Präludium und Fuge op. 55 a-moll, 1977[4]
- Twincle, twincle, little star ! für Klavier zu vier Händen. op. 55a, Alexis Borison Abaza Composer’s Bureau, Publiziert am 26. Februar 1979. OCLC 71653797[4]
- Chinese engravings [Chinesische Gravuren] : Sechs Kompositionen und Arrangements für Pianoforte solo, op. 56. Publiziert in Amsterdam bei Heuwekemeijer, publiziert am 14. Januar 1977[4][6] I Violins at night [Violinen bei Nacht] II Shinzyan folk-song [Volkslied aus Shinzyan] III Blind flute-player [Blinder Flötenspieler]; IV Girl with butterfly [Mädchen mit Schmetterling] V Mongolian dance [Mongolischer Tanz] VI Dance with drums [Tanz mit Trommeln][7].
- Sonnet Nr. 1 Elegiac op. 57 Publiziert in Amsterdam bei Heuwekemeijer, 1977[8]
- Sonnet Nr. 2 Sunrise op. 58 Publiziert in Amsterdam bei Heuwekemeijer, 1977[8]
- Irene, Walzer op. 59 Publiziert in Amsterdam bei Heuwekemeijer, 1977[8]
- Sonnet Nr. 3 op. 60 Publiziert in Amsterdam bei Heuwekemeijer, 1977[8]
- Sonnet Nr. 4 Violin-Sonnet op. 61 Publiziert in Amsterdam bei Heuwekemeijer, 1977[8]
- Pony Riding [Ponyreiten], Oriental Scenes [orientalische Szenen], leichte melodische Stücke für Klavier op. 62. 24 orientalische Stücke[4]
- Tussen de schilderijen van Hendrik Valk [Zwischen den Gemälden Hendrik Valks] für Klavier zu 2 Händen zum 80. Geburtstag Hendrik van der Valks. op. 63 Publiziert in Amsterdam bei Heuwekemeijer, 1977. op. 63bis. Zweite Fassung des Autors. Publiziert in Amsterdam bei Heuwekemeijer, 1993[4]
- Ringelrei Piano Album Nr. 1 op. 68. Einfache Stücke für Klavier. Kompositionen und Arrangements. Publiziert in Amsterdam in der Edition Heuwekemeijer, 1976[9]
- Lyric variations op. 73, 1979[4]
- Toy-dance variations op. 74, nach einem russischen Volkslied, 1979[4]
- Sonata quasi fantasia op. 75 für Klavier. Publiziert in Amsterdam in der Edition Heuwekemeijer, publiziert am 10. Mai 1982[10]
- Chinesische Ballade, op. 76. Sechzehn kleine Klavierstücke, die auf chinesischen Melodien basieren, 1986[4]
- Air and variations, piano, op. 80. I Air II Neun Variationen III Finale, publiziert in Amsterdam in der Edition Heuwekemeijer, 1977[11][12]

#### Lieder
- Poems, fünfzehn Gedichte von Mao Tse-Tung für Gesang und Klavier, ausgewählt von Li Tiefu, 1964, Kompositionen für Gesang und Klavier, Abaza Composer’s Bureau, San Francisco, USA, 1989 OCLC 24503938[4]

#### Sonstige Werke
- Memories of China [Erinnerungen an China] op. 28, Fantasie für Violine und Klavier. Publiziert in Amsterdam bei Heuwekemeijer, 1981[13][14]

### Bücher
- Пианист Леонид Крейцзер [Pianist Leonid Kreutzer]. San Francisco Alexis Abaza Music Academy, 1979 (russisch)